# Sygetransport
En sygetransport kan køre liggende, siddende eller handicappede personer til bl.a. sygehuse. Liggende sygetransport kaldes ambulancekørsel.
Sygetransportkørsel køres bl.a. af VBT og Falck, og kræver kørekort til erhvervsmæssig personbefordring. 
En bil til sygetransport skal udvendigt på begge sider være forsynet med påskriften SYGETRANSPORT, og skal være synet og godkendt til denne anvendelse. Bilen må højst have en tilladt totalvægt på 3.500 kg, og må højst være indrettet til 9 personer, føreren medregnet.
En bil til sygetransport behøver ikke at opfylde de mindstemål, som angives for hyrevogne, men må heller ikke være forsynet med taxaudstyr som fx taxameter eller frilygte.
Det kræver en tilladelse at drive en virksomhed med sygetransport.
Sygetransport (siddende) kan også lovligt foregå i en taxi, eller et køretøj med EP-tilladelse.